# Балад-Руз
Балад-Руз (араб. بلدروز‎) — город на востоке Ирака, расположенный на территории мухафазы Дияла. Административный центр одноимённого округа.

## Географическое положение
Город находится в южной части мухафазы, в центральной части Месопотамской низменности, на высоте 37 метров над уровнем моря.

Балад-Руз расположен на расстоянии приблизительно 35 километров к востоку от Баакубы, административного центра провинции и на расстоянии 60 километров к северо-востоку от Багдада, столицы страны.

Через город проходит автомагистраль, соединяющая города Баакуба и Мандали.

## Население
На 2012 год население города составляет 33 773 человека.

## Террористические акты
- 8 апреля 2004 года — взрыв на одной из городских улиц. В результате, погибло 5 человек, 18 получили ранения[5].
- 28 июля 2004 года — взрыв фугаса; погиб американский солдат, трое получили ранения[6].
- 11 февраля 2005 года — был взорван автомобиль. В результате, погибло 13 человек[7].
- 7 августа 2006 года — неизвестными был открыт огонь по иракским военнослужащим. Шесть человек погибло, 15 получили ранения[8].
- 7 марта 2007 года — в одном из городских кафе террористом-смертником был осуществлён взрыв. В результате, погибло 26 человек, не менее 25 получили ранения[9].
- 8 апреля 2008 года — на установленном на дороге взрывном устройстве был подорван микроавтобус. Шесть человек погибло (из них четверо- дети), десять ранено[10].
- 8 октября 2008 года — террористка-смертница подорвала себя рядом со зданием городского суда. Погибло не менее девяти человек, 21 ранен[11].
- 29 октября 2010 года — террорист-смертник взорвал себя в одном из городских кафе. В результате, 25 человек погибло[12].